# سرژ لو دیزه
سرژ لو دیزه (انگلیسی: Serge Le Dizet؛ زادهٔ ۲۷ ژوئن ۱۹۶۴) بازیکن فوتبال اهل فرانسه است.
از باشگاه‌هایی که در آن بازی کرده‌است می‌توان به باشگاه فوتبال رن و باشگاه فوتبال نانت اشاره کرد.
وی همچنین در تیم ملی فوتبال Brittany بازی کرده‌است.